# Chiesa dei Santi Crispino e Crispiniano
La chiesa dei Santi Crispino e Crispiniano, nota anche come chiesa de' calzolari, è una chiesa di Napoli, situata in Via Antonio Ranieri, nella zona della Duchesca. Fondata nella prima metà del Cinquecento, contiene alcune tele di autori locali.

## Storia
La chiesa viene fondata nel 1533 da una corporazione locale di calzolai e viene dedicata ai loro patroni, i Santi Crispino e Crispiniano. La pala dell'altare maggiore viene commissionata a Pietro Belverte coadiuvato dall'allievo Giovanni da Nola.Alla chiesa viene anche annesso un conservatorio.
Intorno al 1850 l'edificio viene rimaneggiato dall'architetto Filippo Botta, che gli dona l'aspetto attuale. L'interno viene anche arricchito da due tele di Giovanni Salomone. Attualmente la chiesa è ancora aperta al culto.

## Struttura e opere
Dell'esterno della chiesa, essendo questa posta lungo il corso della via, è visibile solamente la facciata. Il prospetto, molto semplice, è caratterizzato dalle linee assunte alla metà dell'Ottocento per mano di Filippo Botta. Molto stretto, è diviso in due ordini mediante un cornicione: in quello inferiore è posto il portale d'ingresso, mentre in quello superiore un grande finestrone arcuato sormontato da un piccolo oculo. Corona la facciata un piccolo timpano triangolare. Non sono presenti decorazioni, tranne alcune spesse cornici intonacate di grigio che fanno risaltare i contorni principali sulla parete intonacata e dipinta di giallo scuro.
All'interno si conserva la pala d'altare prima accennata, opera di Pietro Belverte e Giovanni da Nola, e le due tele di Giovanni Salomone, raffiguranti le scene de I Santi Crispino e Crispiniano nella calzoleria meditano le cose celesti e I Santi Crispino e Crispiniano menati innanzi al Preside.